# Consonne roulée bilabiale voisée
La consonne roulée bilabiale voisée est un son consonantique assez peu fréquent dans les langues parlées. Le symbole dans l'alphabet phonétique international est [ʙ], un b en petite capitale.

## Caractéristiques
Voici les caractéristiques de la consonne roulée bilabiale voisée.
- Son mode d'articulation est roulée, ce qui signifie qu’elle est produite par la vibration de l'organe d'articulation.
- Son point d’articulation est bilabial, ce qui signifie qu'elle est articulée avec les deux lèvres.
- Sa phonation est voisée, ce qui signifie que les cordes vocales vibrent lors de l’articulation.
- C'est une consonne orale, ce qui signifie que l'air ne s’échappe que par la bouche.
- C'est une consonne centrale, ce qui signifie qu’elle est produite en laissant l'air passer au-dessus du milieu de la langue, plutôt que par les côtés.
- Son mécanisme de courant d'air est égressif pulmonaire, ce qui signifie qu'elle est articulée en poussant l'air par les poumons et à travers le chenal vocatoire, plutôt que par la glotte ou la bouche.

## Symbole

Symbole dans l’AGLC.

Dans l’alphabet phonétique international, cette consonne est représentée avec une petite capitale b ‹ ʙ › et sa consonne équivalente sourde, la consonne roulée bilabiale sourde, avec une rond souscrit ‹ ʙ̥ ›.
Certains auteurs utilisant l’alphabet phonétique international ont aussi utilisé le rhô ‹ ρ ›, par R.-M. S. Heffner dans General phonetics en 1950, [b̃] ou [bbb].

## En français
Le français ne possède pas le [ʙ]. Il peut ressembler, à un locuteur francophone, à un grelottement, parfois transcrit brrrrr (qu'on utilise en français sous forme d'interjection avec seulement un mouvement des lèvres).

## Autres langues
En mangbetu la consonne roulée bilabiale voisée /ʙ/ est différenciée de la sourde /ʙ̥/.
Plusieurs langues de Malekula (Vanuatu) ont [ᵐʙ], une consonne roulée bilabiale prénasalisée, par exemple dans le mot [ᵐʙue] (« cochon ») en unua. On trouve également cette consonne en uripiv, en ninde (ou labo), en na’ahai (ou malfaxal) et en avava (ou katbol). En nahavaq, c’est un allophone de /ᵐbʷ/ et /ᵐbʲ/ devant /u/.
L’amuzgo a [ᵐʙ], une consonne roulée bilabiale prénasaliée uniquement dans le mot ‹ xambuuꞌ › [ ʃɑ¹ᵐʙ¹], et le zapotèque de l’Isthme a [ʙ], une consonne roulée bilabiale, uniquement dans le mot ‹ berenbŕ › [berenʙ], tous deux signifiant « fourmi-lion ».